# Zora manicata
Zora manicata är en spindelart som beskrevs av Simon 1878. Zora manicata ingår i släktet Zora och familjen taggfotsspindlar. Inga underarter finns listade i Catalogue of Life.